# روشان ماكينزي
روشان ماكينزي (بالإنجليزية: Rauwshan McKenzie)‏ (19 نوفمبر 1986 بهوفمان استيتس في الولايات المتحدة - ) هو لاعب كرة قدم أمريكي في مركز الدفاع. لعب مع ريال سالت ليك وسبورتينغ كانساس سيتي ونادي شيفاز يو إس أي وبورتلاند تمبرز وFlint City Bucks ‏ وOrange County SC ‏ وRayo OKC ‏ وChicago Fire U-23 ‏ وأتلانتا سيلفرباكس.

## وصلات خارجية
- روشان ماكينزي على موقع الدوري الأمريكي (الإنجليزية)
- روشان ماكينزي على موقع قاعدة بيانات كرة القدم.إي يو (الإنجليزية)